# Арсе (Ду)
Арсе (фр. Arcey) насеље је и општина у источној Француској у региону Франш-Конте, у департману Ду која припада префектури Монбелијар.
По подацима из 2011. године у општини је живело 1.417 становника, а густина насељености је износила 112,73 становника/km². Општина се простире на површини од 12,57 km². Налази се на средњој надморској висини од 492 метара (максималној 490 m, а минималној 347 m).

## Демографија
| 1962. | 1968. | 1975. | 1982. | 1990. | 1999. | 2011. |
| ----- | ----- | ----- | ----- | ----- | ----- | ----- |
| 489   | 652   | 917   | 1.071 | 1.101 | 1.174 | 1.417 |

График промене броја становника у току последњих година